# Forschungsverbund Berlin
Der Forschungsverbund Berlin e. V. (FVB) ist ein Zusammenschluss von sieben Forschungseinrichtungen, die vor 1990 Institute der Akademie der Wissenschaften der DDR (AdW) waren.
Die Institute des FVB sind wissenschaftlich eigenständig und nehmen im Rahmen einer einheitlichen Rechtspersönlichkeit gemeinsame Interessen wahr.
Die Direktoren der Institute und weitere leitende Wissenschaftler haben Lehrstühle an den Universitäten in Berlin und Brandenburg inne und sichern so eine enge Verbindung zu Lehre und Forschung in den Hochschulen.
Alle Institute des FVB sind Mitglieder der Leibniz-Gemeinschaft.

## Geschichte
Der zum 3. Oktober 1990 in Kraft getretene Einigungsvertrag regelte u. a., dass die Institute der AdW zunächst in die Trägerschaft der neuen Länder übernommen wurden.
So wie alle AdW-Einrichtungen wurden auch die heute zum Forschungsverbund Berlin gehörenden natur-, lebens- und umweltwissenschaftlichen Forschungsinstitute in Berlin vom Wissenschaftsrat evaluiert mit dem Votum, dass diese eigenständige Institute werden sollten. Das Land Berlin schuf daraufhin eine im November 1991 gegründete Trägerorganisation „Forschungsverbund“, die als Übergangslösung gedacht war und nach fünf Jahren wieder aufgelöst werden sollte.
Der Verbund, der in erster Linie die Verwaltungsstruktur betraf, erwies sich als zweckmäßig. Schon zwei Jahre nach der Gründung hatten die Institute beschlossen, die Verbundverwaltung beizubehalten.

## Organisation

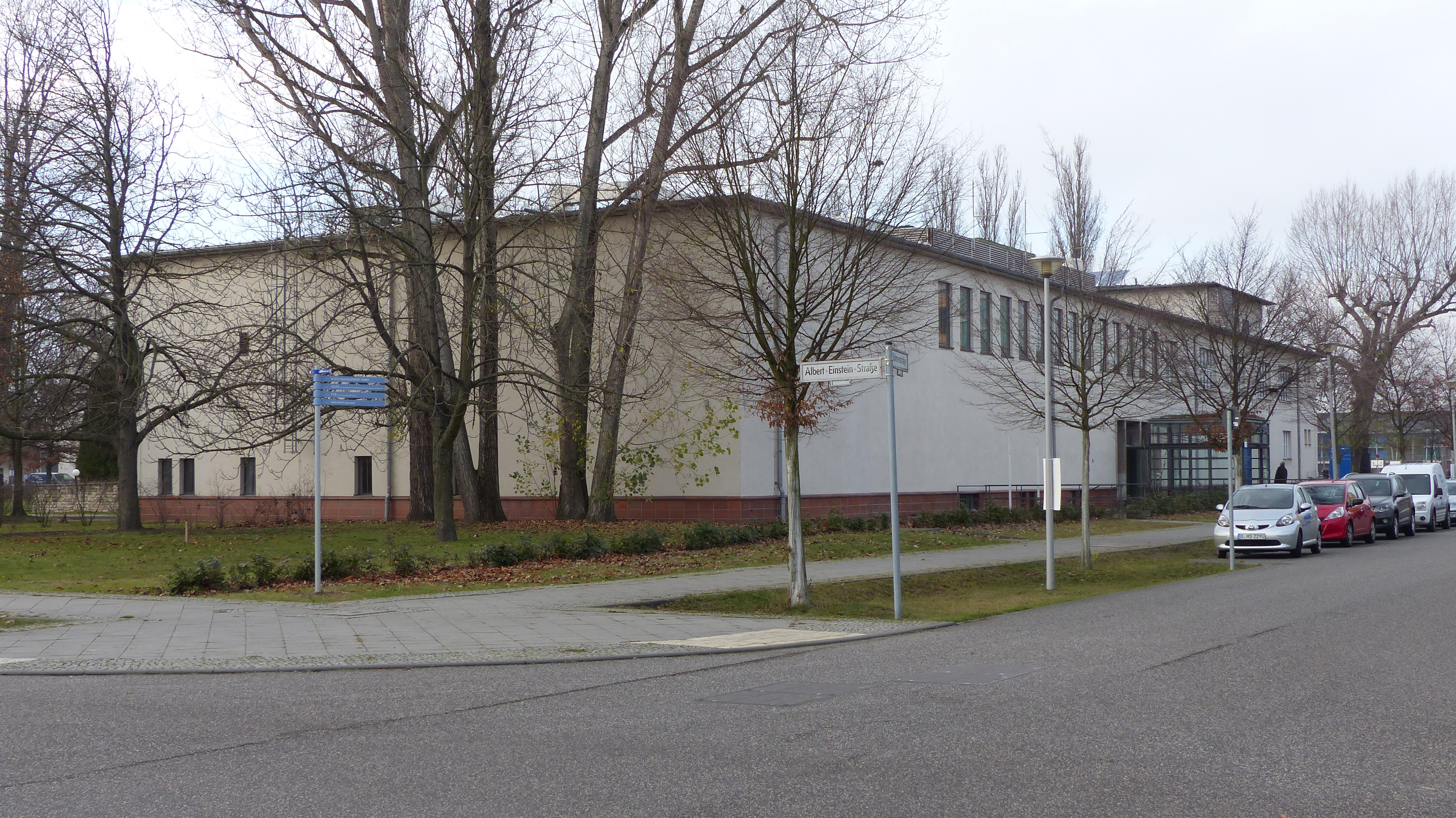
Sitz des FVB in Adlershof

Im FVB arbeiten rund 1.600 Personen – einschließlich Diplomandinnen und Diplomanden, Doktorandinnen und Doktoranden sowie Gastwissenschaftlerinnen und Gastwissenschaftlern. Der Vorstand führt die laufenden Geschäfte des Vereins. Er besteht aus den wissenschaftlichen Leiterinnen/Leitern der Institute (vgl. des Forschungsverbundes Berlin e.V. und der Geschäftsführerin/dem Geschäftsführer). Gerichtlich und außergerichtlich vertreten den Verein die
Geschäftsführerin/der Geschäftsführer gemeinsam mit der/dem jeweiligen wissenschaftlichen Institutsleiterin/Institutsleiter bei institutsspezifischen
Geschäften bzw. mit dem Sprecherin/Sprecher des Vorstandes in allen sonstigen Angelegenheiten.

### Geschäftsführer
Von der Gründung bis zu seinem Ausscheiden war der Jurist und Sozialwissenschaftler Falk Fabich Geschäftsführer des Verbundes. In der Position folgte ihm im 2012 die Biologin Manuela Urban. Nach ihrem Weggang hatte Falk Fabich die kommissarische Geschäftsführung von April bis November 2021 inne. Von Dezember 2021 bis März 2024 war die Historikerin Nicole Münnich Geschäftsführerin des Forschungsverbundes Berlin. Seit April 2024 ist der Jurist Martin Böhnke kommissarischer Geschäftsführer, seit August 2025 Geschäftsführer.

### Mitglieder
- Institute Naturwissenschaften:
  - Leibniz-Institut für Kristallzüchtung (IKZ), Berlin-Adlershof
  - Max-Born-Institut für Nichtlineare Optik und Kurzzeitspektroskopie (MBI), Berlin-Adlershof
  - Paul-Drude-Institut für Festkörperelektronik (PDI), Berlin-Mitte
  - Weierstraß-Institut für Angewandte Analysis und Stochastik (WIAS), Berlin-Mitte

- Institute Lebens- und Umweltwissenschaften:
  - Leibniz-Institut für Gewässerökologie und Binnenfischerei (IGB), Berlin-Friedrichshagen
  - Leibniz-Forschungsinstitut für Molekulare Pharmakologie (FMP), Berlin-Buch
  - Leibniz-Institut für Zoo- und Wildtierforschung (IZW), Berlin-Friedrichsfelde